# David Eto'o
David Pierre Eto'o Fils (Yaoundé, 13 juni 1987) is een voormalig voetballer uit Kameroen. David Eto'o is de jongere broer van Samuel Eto'o, meervoudig Afrikaans Voetballer van het Jaar en spelend voor Antalyaspor, zijn jongere broer Etienne Eto'o is eveneens voetballer. Tevens is hij de oom van Etienne Eto'o, de zoon van Samuel.

## Clubvoetbal
Hij begon bij RCD Mallorca, de club waar zijn oudere broer eerder de sterspeler was. RCD Mallorca leende hem in 2004 uit aan Ciudad de Murcia uit de Spaanse Segunda División A en vervolgens speelde de aanvaller op huurbasis bij het Zwitserse Yverdon-Sport FC. Na periodes bij de Franse clubs CS Sedan Ardennes, FC Champagne Sports, FC Meyrin en US Créteil-Lusitanos en het Spaanse SD Ponferradina kwam Eto'o in april 2007 bij het Oekraïense Metallurg Donetsk. Hierna vertrok hij naar Aris Saloniki, dat hem uitleende aan AO Ilisiakos. Sinds augustus 2008 speelt hij terug in Spanje, bij CF Reus Deportiu.
In de winterstop van seizoen 2007/2008 verbleef de Kameroense aanvaller als testspeler bij de Belgische club Excelsior Moeskroen

## Nationaal elftal
Eto'o speelde drie wedstrijden voor Kameroens.